# Conwy
Conwy er en by i Nord-Wales i grevskabet Clwyd. Byen ligger lige nord for Conwy Valley, og en vigtig turist, markeds- og handelsby for lokalområdet. Byen er anlagt ud til floden Conwy, og byen Deganwy ligger overfor Conwy på den anden side af floden.
Byen har en station på North Wales Coast Line.
Blandt turister er byen først og fremmest kendt for sin enorme borg Conwy Castle og tilhørende, stort set intakte, bymur. Borgen blev opført af Edward 1. mellem 1283 og 1289. Før slottet havde der ligger klosteret Aberconwy Abbey grundlagt i 1190, men der kan have været en lille landsby tidligere.

## Andre seværdigheder
- Plas Mawr – et gammelt "stateligt hus"
- Conwy Suspension Bridge – imponerende hængebro opført af Thomas Telford
- Aberconwy House – gammelt hus fra 1400-tallet
- Mindste hus i Storbritannien - Et meget lille hus, det mindste i Storbritannien